# Sofőrszolgálat
A sofőrszolgálat, vagy sofőrsegély, vagy pótsofőr egy olyan szolgáltatás, amelynek keretében a vezető a megrendelő tulajdonában/használatában levő gépkocsit vezeti. (Ebben különbözik a taxiszolgáltatástól.)
A sofőrszolgálatok jellemzően nem országosan működnek, hanem egy-egy nagyvárosban.

## Típusai
Sofőrszolgálatról, vagy éjszakai sofőrszolgálatról akkor beszélünk, amikor a megrendelő autójával szeretne menni valahová, de már nem képes azt vezetni, jellemzően az alkohol fogyasztása miatt.
Sofőr bérlésnek nevezzük, amikor egy sofőrt egy bizonyos időtávon (jellemzően több óra), vagy hosszabb úton (pl.: külföldi céges út) veszi igénybe az ügyfél.  Bizonyos esetekben (jellemzően rendezvényekre) autót is biztosíthat a sofőrsegély.

## Jellemzői
A sofőrszolgálatot adószámmal és felelősségbiztosítással rendelkező jogi személyek (cégek, vagy egyéni vállalkozók) végeznek. 
A sofőrszolgálat működtetéséhez a sofőröknek rendelkeznie kell PÁV2 alkalmassági vizsgával.